# 關聯謬誤
關聯謬誤指的是一種輕率概化方面的非形式歸納謬誤，屬於一種紅鯡魚謬誤，此類的謬誤藉由利用實質上不相關的關聯（且常常訴諸情感）的論述，主張說某事物持有的性質也存在於另一種事物之上。「罪惡關聯」（guilt by association）和「榮譽關聯」（honor by association）是這種謬誤的兩種形式。

## 形式

說明關聯謬誤的尤拉圖。盡管A在B當中，也在C當中，但不是所有的B都在C當中。

在一階邏輯當中，此種謬誤可表述為（∃x ∈ S : φ(x)) ⇒ (∀x ∈ S : φ(x)），也就是說「假若在集合S當中，有任意的x，對這個x而言性質φ對x成立，那麼對於所有在S當中的元素x，性質φ必然成立。」
前提：甲是乙
前提：甲是丙
結論：所有的乙都是丙
此種謬誤可以用尤拉圖來說明：甲滿足了使之為乙和丙一部分的條件，但假若使用尤拉圖來表示的話，就可以清楚地看到，有可能有部分的乙，不是丙的一部分，因此「所有的乙都是丙」這結論不一定成立。

### 罪惡關聯

#### 例子
一些以三段論形式呈現的罪惡關聯：
- 某某某是個打混摸魚、不思上進，成天只想趕快退休領退休金的教師，某某某支持體罰，因此支持體罰教師的都是打混摸魚、不思上進，成天只想趕快退休領退休金的教師。
- 呂惠卿、章惇、曾布都是小人，他們都支持王安石變法，因此王安石變法是在圖利小人。
- 支持死刑的人常常都有支持威權的傾向[1]，你支持死刑，所以你支持威權。

#### 罪惡關聯作為人身攻擊的謬誤
如果論述攻擊說持有某主張的人和其他持有類似觀點的人之間有相似之處的話，罪惡關聯也可以用做人身攻擊的一種形式。
此種論述的形式如下：
- 團體甲持有某種觀點。
- 團體乙持有相同的觀點，且團體乙形象負面。
- 因此，團體甲被論者視為和團體乙相關，且有著和團體乙一樣的負面形象。

這種論述的例子如下：
- 宅男喜歡色情動漫，犯下連續誘拐姦殺幼女案件的宮崎勤也喜歡色情動漫，所以宅男是未來性犯罪的預備軍。
- 不孝順父母的人是忘恩負義的壞人，孔融講出「父之於子，當有何親？論其本意，實為情慾發耳。子之於母，亦復奚為？譬如物寄瓶中，出則離矣。」這種否定父母對子女恩情、否定孝道的話，因此孔融是壞人。

#### 希特勒歸謬法
當罪惡關聯中形象不好的團體或個人是希特勒或納粹時，這種作法又稱為「希特勒歸謬法」。

### 榮譽關聯
「榮譽關聯」是「罪惡關聯」的相反，在其中，論者因為支持某種事物或與之相關的人或組織的緣故，而主張這種事物是可取的、可敬的。另可見訴諸好人一文的說明。
例子：
- 甲國的人比乙國的人得更多諾貝爾獎、奧運金牌和文學獎項，因此甲國的人比乙國的人來得優越。

另外在許多廣告中，廣告者大量地使用榮譽關聯，像例如說以一個具有魅力的代言人說某產品是好的，而這位代言人的魅力給了產品正面的關聯，詳情可見訴諸名人。

### 其他關聯謬誤
就算論述當中沒有將某種事物和好的或不好的東西做關聯，還是有可能會犯下關聯謬誤。
例子：
- 甲、乙、丙、丁都讀理工科，他們都是男性，因此理工科是給男生讀的，女生不該讀理工。
- 諾瓦露是傲嬌二次元少女，諾瓦露有雙馬尾，因此有雙馬尾的二次元少女都是傲嬌。

## 伽利略戰術
一種否認已被確立的科學學說或歷史事實的人所使用的關聯謬誤名叫「伽利略戰術」（Galileo Gambit）。這項論證主張說「伽利略在他活著時候遭到嘲弄，但後來人們證明他是對的；而他們的非主流觀點受到其他科學家的拒絕和嘲弄，因此在未來，他們的觀點也會被證明是對的」。
像例如「主流社會質疑以生物工程逆轉衰老的可行性，但萊特兄弟發明飛機前，人們也質疑飛機的可能性，所以歷史遲早會證明，人類能以生物工程逆轉衰老。」就是這種戰術的運用。
伽利略戰術的問題在於，受到嘲弄的一方不一定就是正確的，而很多在歷史上受到嘲弄的人也確實是錯的；類似地，卡爾·薩根曾提到說，當人們嘲笑哥倫布和萊特兄弟時，「他們也嘲笑了博佐小丑（Bozo the Clown）。」
在2012年，伽利略戰術在美國總統選舉期間受到關注，因為當時瑞克·裴利表達了他對全球暖化的質疑。

## 註解
1. ↑  STEVEN STACK. . Sociological Focus. 2003-11, 36 (4): 333–352  [2021-05-17]. （原始内容存档于2021-05-17）.
2. ↑  Labossiere, Michael C. . The Nizkor Project. 12 June 2014  [2019-03-14]. （原始内容存档于2018-10-04）.
3. 1 2  Damer, T. Edward. .  6th. Cengage Learning. 21 February 2008: 112  [2019-03-14]. ISBN 978-1-111-79919-9. （原始内容存档于2020-01-28）.
4. ↑  辨識出曲解的論證語言
5. 1 2  Collins, Loren. . Prometheus Books. 30 October 2012: 27–28  [2019-03-14]. ISBN 978-1-61614-635-1. （原始内容存档于2020-01-27）.
6. ↑  Amsden, Brian.  (PDF): 22.   [24 March 2014]. （原始内容存档 (PDF)于2019-07-12）.
7. ↑  Gorski, David. . Respectful Insolence. 28 March 2005. （原始内容存档于28 February 2018）.
8. ↑  Shapiro, Fred R. . Yale University Press. 2006: 660. ISBN 9780300107982.
9. ↑  Sagan, Carl. . Random House. 1979: 64  [2019-03-14]. （原始内容存档于2020-01-27）.

## 參照
- Fallacies: Classical and Contemporary Readings, edited by Hans V. Hansen and Robert C. Pinto (1995).

## 外部連結
- （英文）Logical Fallacy: Guilt by Association（页面存档备份，存于）
- （英文）Select Bibliography of Recent Work on the Fallacies（页面存档备份，存于）